# Anton Bovier

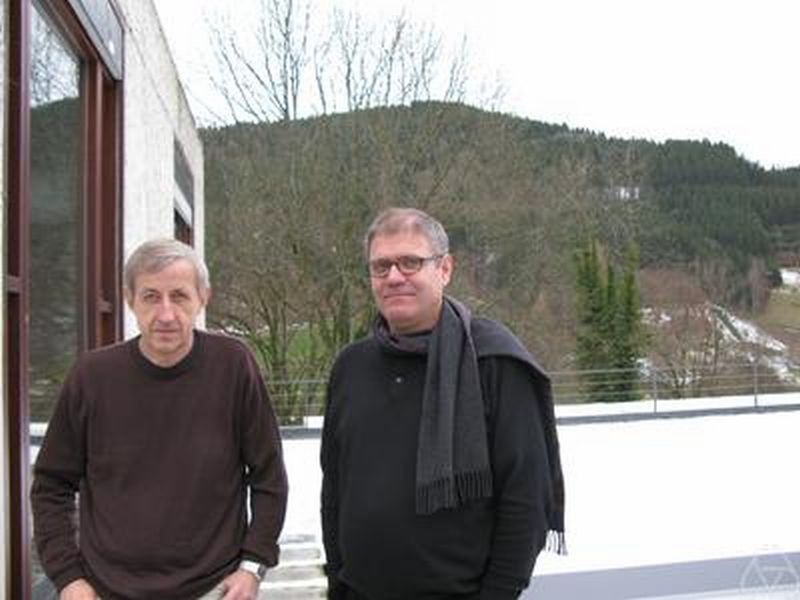
Anton Bovier (rechts), Erwin Bolthausen, Oberwolfach 2008

Anton Bovier (* 13. Dezember 1957 in Obersuhl) ist ein deutscher Mathematiker und Physiker, der sich mit Wahrscheinlichkeitstheorie und deren Anwendung in der statistischen Physik befasst.
Bovier studierte nach dem Abitur 1976 an der Universität Bonn Physik mit dem Diplom 1981. Danach war er am Caltech (1981/82) und an der ETH Zürich, wo er 1986 bei Jürg Fröhlich in theoretischer Physik promoviert wurde. Von 1986 bis 1988 war er Visiting Assistant Professor an der University of California, Irvine. Von 1988 bis 1991 forschte er in Bonn, danach an der Ruhr-Universität Bochum, und ab 1994 bis 2008 war er Leiter der Gruppe Interacting Random Systems am Weierstraß-Institut in Berlin. 2003 wurde er Professor an der TU Berlin (an der er sich 1995 habilitiert hatte) und 2008 an der Universität Bonn (Institut für Angewandte Mathematik).
2012 war er Kloosterman Professor an der Universität Leiden. Er war unter anderem Gastwissenschaftler in Marseille (Centre de Physique Théoretique), Santiago de Chile, am Isaac Newton Institute, am EURANDOM (Workshop-Zentrum für Stochastik an der TU Eindhoven), an der EPFL in Lausanne, in Peking, Paris und als Lady Davis Gastprofessor am Technion in Haifa.
Er entwickelte ab 2000 mit Michael Eckhoff, Veronique Gayrard und Markus Klein einen neuen potentialtheoretischen Zugang zum Phänomen der Metastabilität stochastischer dynamischer Systeme. Darüber schrieb er mit Frank den Hollander eine Monographie in der Grundlehren-Reihe. Außerdem befasste er sich mit Brownscher Bewegung, die einer Verzweigungsregel unterliegt (Branching Brownian Motion), worüber er auch ein Buch veröffentlichte. In der statistischen Mechanik befasste er sich mit ungeordneten Systemen, unter anderem mit Spingläsern, und mit Anwendungen unter anderem in der Finanzmathematik und mathematischen Biologie (Evolutionsmodelle, Genetik).
2013 wurde er Fellow des Institute of Mathematical Statistics. Er war Leiter der Les Houches Sommerschule über mathematische statistische Mechanik 2005. Bovier war 2006 Eingeladener Sprecher auf dem Internationalen Mathematikerkongress in Madrid (Metastability: a potential theoretic approach).
Zu seinen Doktoranden zählt Lisa Hartung. 

## Schriften (Auswahl)
- mit Frank den Hollander: Metastability, Grundlehren der mathematischen Wissenschaften 345, Springer 2015
- Gaussian Processes on Trees. From Spin Glasses to Branching Brownian Motion, Cambridge UP 2016
- Statistical mechanics of disordered system. A mathematical perspective, Cambridge UP 2006
- Mean field spin glasses and neural networks, in: Francoise, Naber, Tsun (Hrsg.), Encyclopedia of Mathematical Physics, Elsevier 2006
- Herausgeber mit Erwin Bolthausen: Spin glasses. Lecture Notes In Mathematics 1900, Springer 2006
- Herausgeber mit F. Dunlop, A.C.D. van Enter, F. den Hollander, J. Dalibard: Mathematical Statistical Mechanics. Proceedings of the 83rd Les Houches Summer School, Juli 2005, Elsevier 2006